# آتش غیرمستقیم

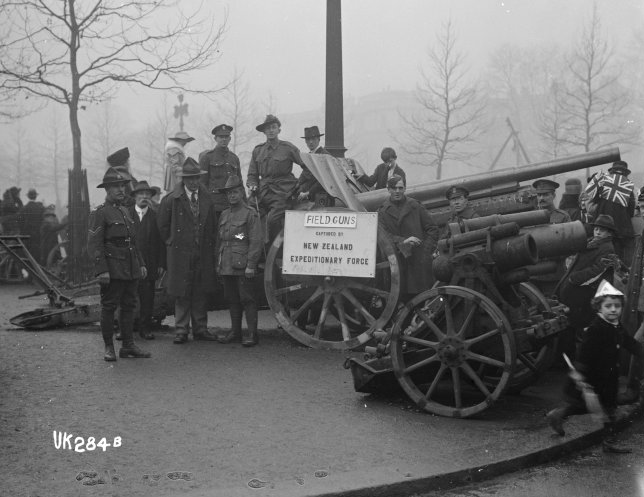
توپ‌های آلمانی که در جنگ جهانی اول به غنیمت نیوزیلندی‌ها درآمد

آتش غیرمستقیم به معنی هدف‌گیری و شلیک گلوله به سوی دشمن است بدون آن که هدف در دید نیروی مهاجم باشد، برخلاف آتش مستقیم که خط دید مستقیمی بین سلاح و هدف وجود دارد. هدف‌گیری در آتش مستقیم از طریق محاسبه زاویه شلیک و خط سیر آن انجام می‌شود و گاهی هم از ناظری که محل شلیک را در دید مستقیم خود دارد برای اصلاح آتش کمک گرفته می‌شود.
آتش غیرمستقیم معمولاً توسط ادوات توپخانه‌ای، خمپاره‌ها، راکت‌ها، و موشک‌ها فراهم می‌شود هرچند گاهی تانک‌ها و تیربارها نیز به سوی اهدافی شلیک می‌کنند که در دید مستقیم آن‌ها نیست.
برای افزایش دقت آتش غیر مستقیم می‌توان از شخصی کمک گرفت که هدف و مسیر شلیک گلوله را در دید خود دارد. به این صورت که وی محل برخورد گلوله و فاصله تقریبی آن با هدف را از طریق پرچم، تلفن، رادیو و ... به اطلاع توپچی‌ها می‌رساند و در صورت نیاز بر اساس راهنمایی او تغییراتی در زاویه شلیک در نظر گرفته می‌شود. البته سیستم‌های هماهنگ‌کننده سلاح و هدف و سامانه‌های اطلاعات هواشناسی نیز می‌توانند هدف را به طور دقیق مشخص کنند. 

## تاریخچه

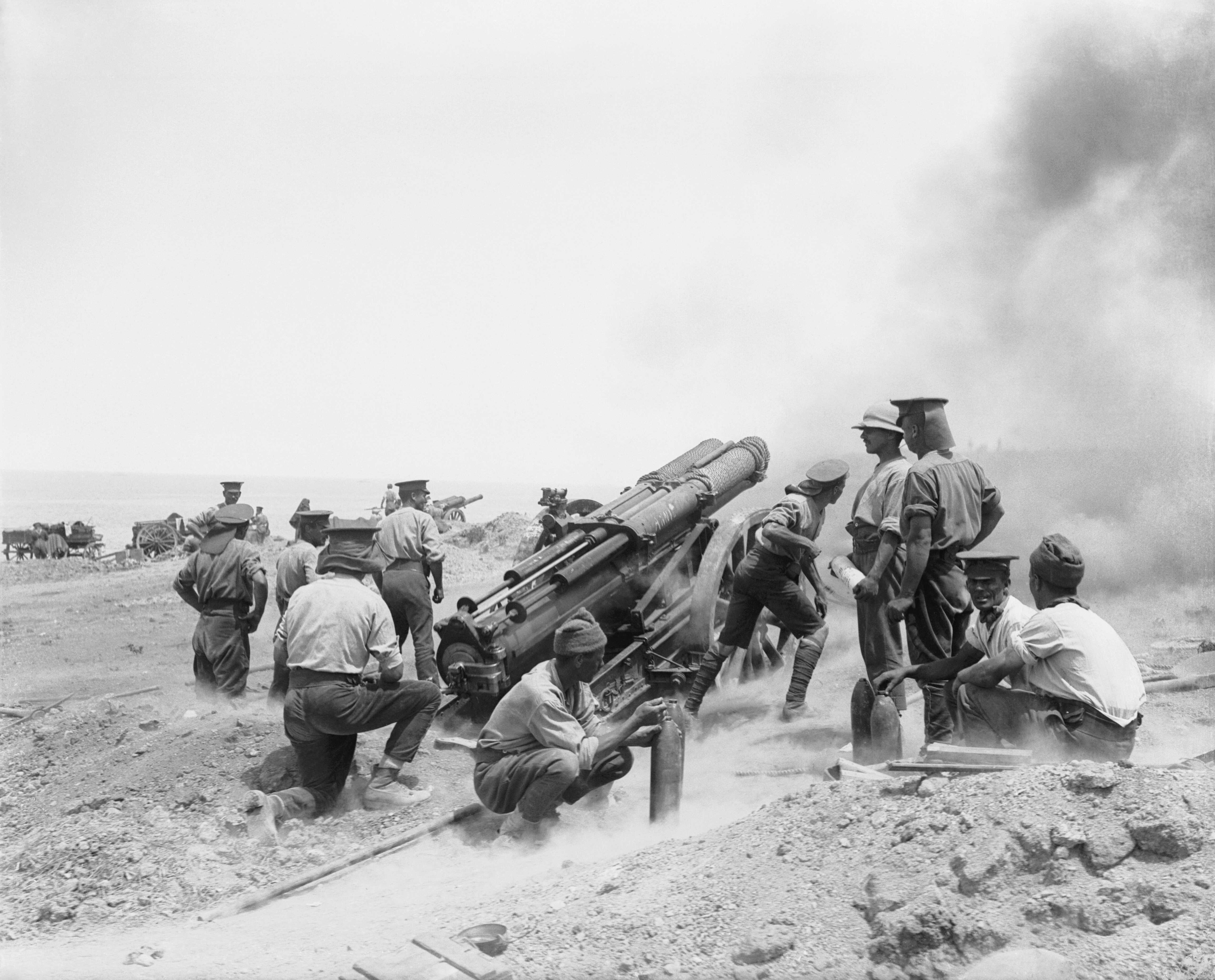
توپخانه سنگین انگلیسی‌ها در نبرد گالیپولی از فراز صخره‌ها مواضع عثمانی‌ها را به زیر آتش گرفته‌است. ۱۹۱۵

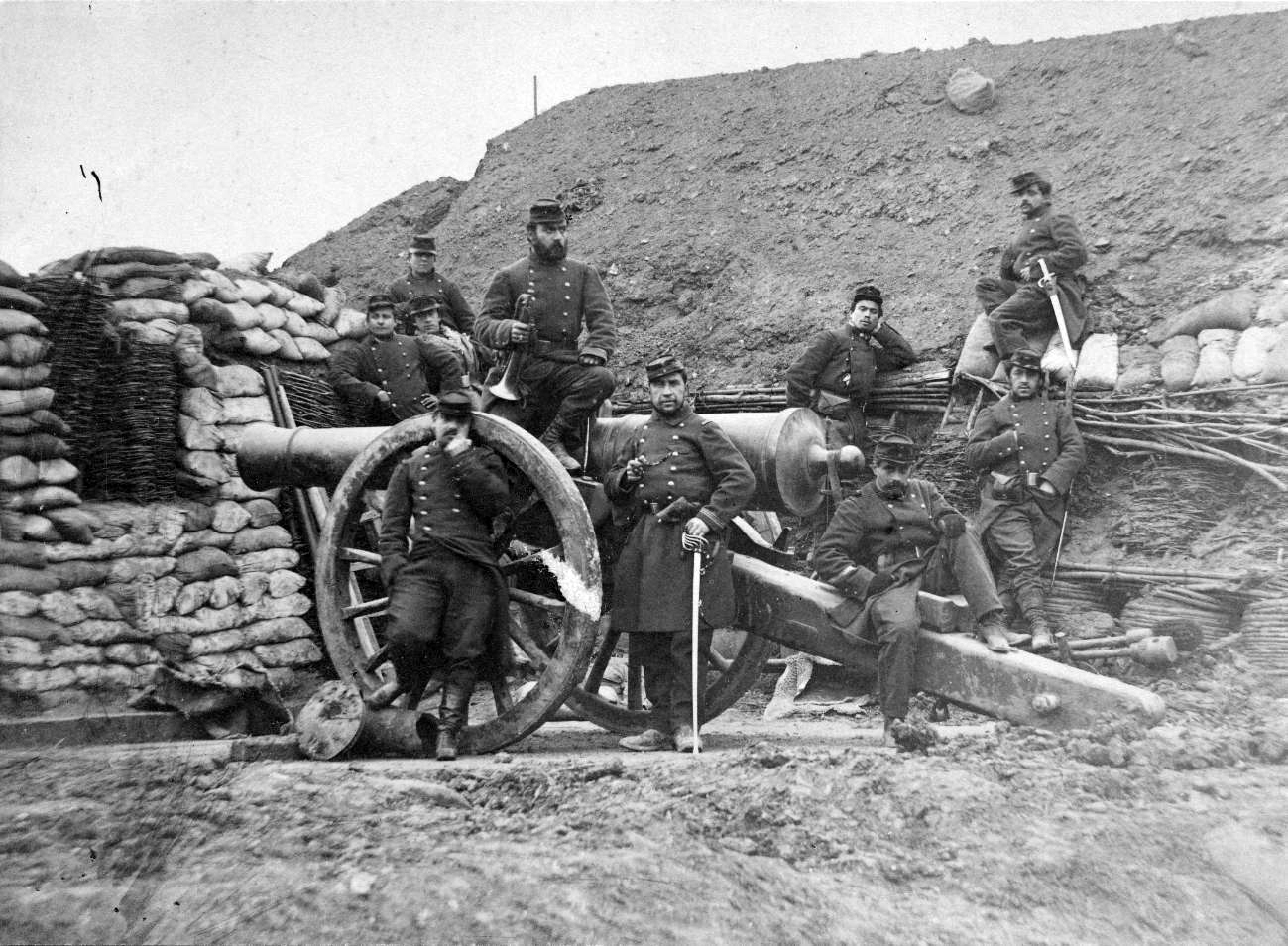
سربازان فرانسوی در جنگ فرانسه و پروس، توپ‌های خود را پشت سنگر قرار داده‌اند. در این جنگ برای نخستین بار نیاز به پنهان کردن توپ‌ها احساس شد.

آتش غیر مستقیم مهمترین جنبهٔ تحول نظامی عمیقی بود که به جنگ جهانی اول منجر شد هرچند پیامدهای آن کمتر مورد توجه مورخین قرار گرفته‌است. تا قبل از آن توپخانه‌ها اصولاً امکان شلیک به اهدافی که در دید آن‌ها نبود را نداشتند. البته توپخانه‌های محاصره‌گر و دژکوب از قرن‌ها پیش از سیستم‌های ابتدایی برای آتش مستقیم بهره می‌بردند که شامل خطی از علامت‌ها بین توپ و نقطه‌ای می‌شد که از آنجا می‌شد هدف را دید. توپخانه دژکوب ارتش روسیه در جریان محاصره سواستوپول در جنگ‌های کریمه با استفاده از یک سیستم بسیار کارآمد علامت‌دهی توانست نیروهای بریتانیایی را زمین‌گیر کند. 
اما در جنگ فرانسه و پروس در سال‌های ۱-۱۸۷۰ بود که برای نخستین بار نیاز به پنهان کردن توپ‌ها احساس شد. اختراع باروت‌های بدون دود پیشرفته و هسته‌ای جدید باعث شده بود تا دودی که به مخفی کردن توپ‌ها کمک می‌کرد از بین برود و در نتیجه توپخانه در دید کامل تفنگداران و مسلسلچی‌های دشمن قرار می‌گرفت. هرچند بُرد توپ‌ها افزایش یافته بود اما محدودیت‌های بینایی انسان و ناهمواری‌های زمین مانعی برای بمباران مسافت‌های دور بود.
سیستم‌های علامت‌دهی برای جنگ‌های محاصره‌ای مناسب بود اما برای استفاده در زمین‌های باز کاملاً بی‌فایده می‌نمود. در چنین جنگ‌هایی نیاز بود که امکان تغییر جهت سریع توپ وجود داشته باشد و برای این کار به اطلاعات نقشه‌ای یا دستورهای افسر ناظر در نیروهای پیش‌رو نیاز بود. برای اجرای این راه حل از دهه ۱۸۹۰ توپخانه‌های اروپایی از دیدهای عقربه‌ای ابتدا به صورت نیم‌دایره و سپس دایره کامل برای توپ‌های خود و ترکیب آن با هدف‌گیری نقطه قابل دید از موقعیت توپ استفاده کردند. اصلاح آتش توسط ناظر پیشرو هم ابتدا با استفاده از پرچم و در جنگ روسیه و ژاپن با ارتباط تلفنی انجام می‌شد و از آن زمان توپخانه‌ها با استفاده از یک راه حل ساده امکان شلیک به سوی هر هدفی را که در برد آن‌ها قرار داشت پیدا کردند.